# Dalechampia
Dalechampia es un género de plantas fanerógamas perteneciente a la familia  Euphorbiaceae y único género de la subtribu Dalechampiinae. Se encuentran en regiones cálidas de América. Comprende 226 especies descritas y de estas, solo 123 aceptadas.

## Descripción

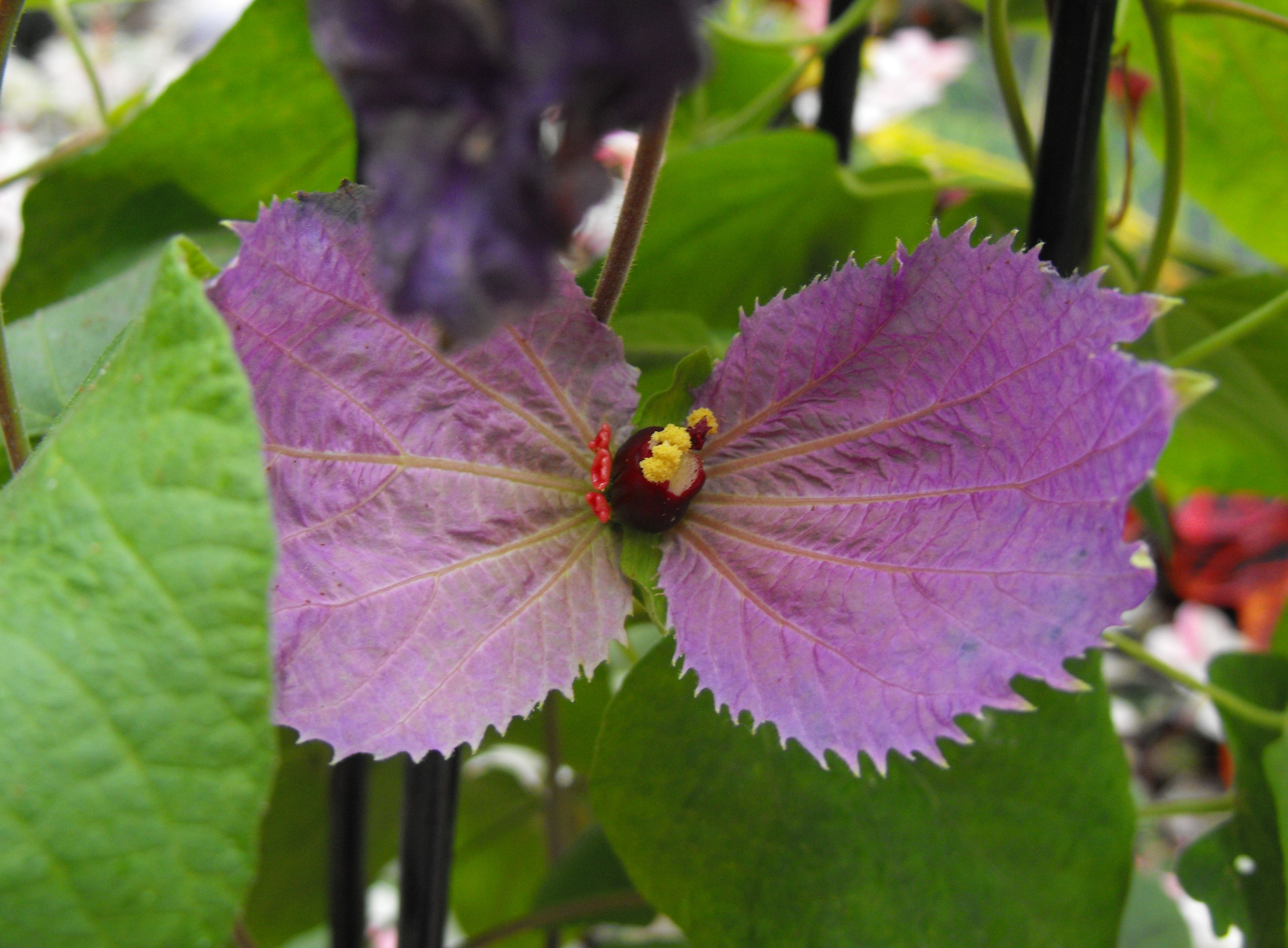
Dalechampia aristolochiifolia

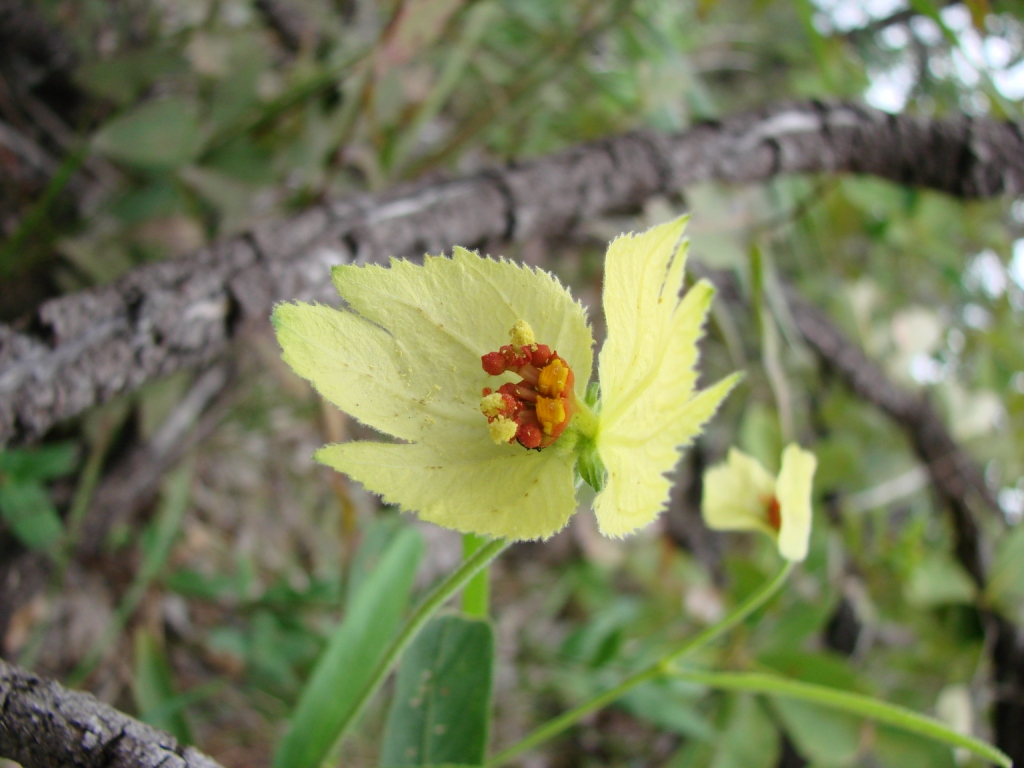
Dalechampia linearis

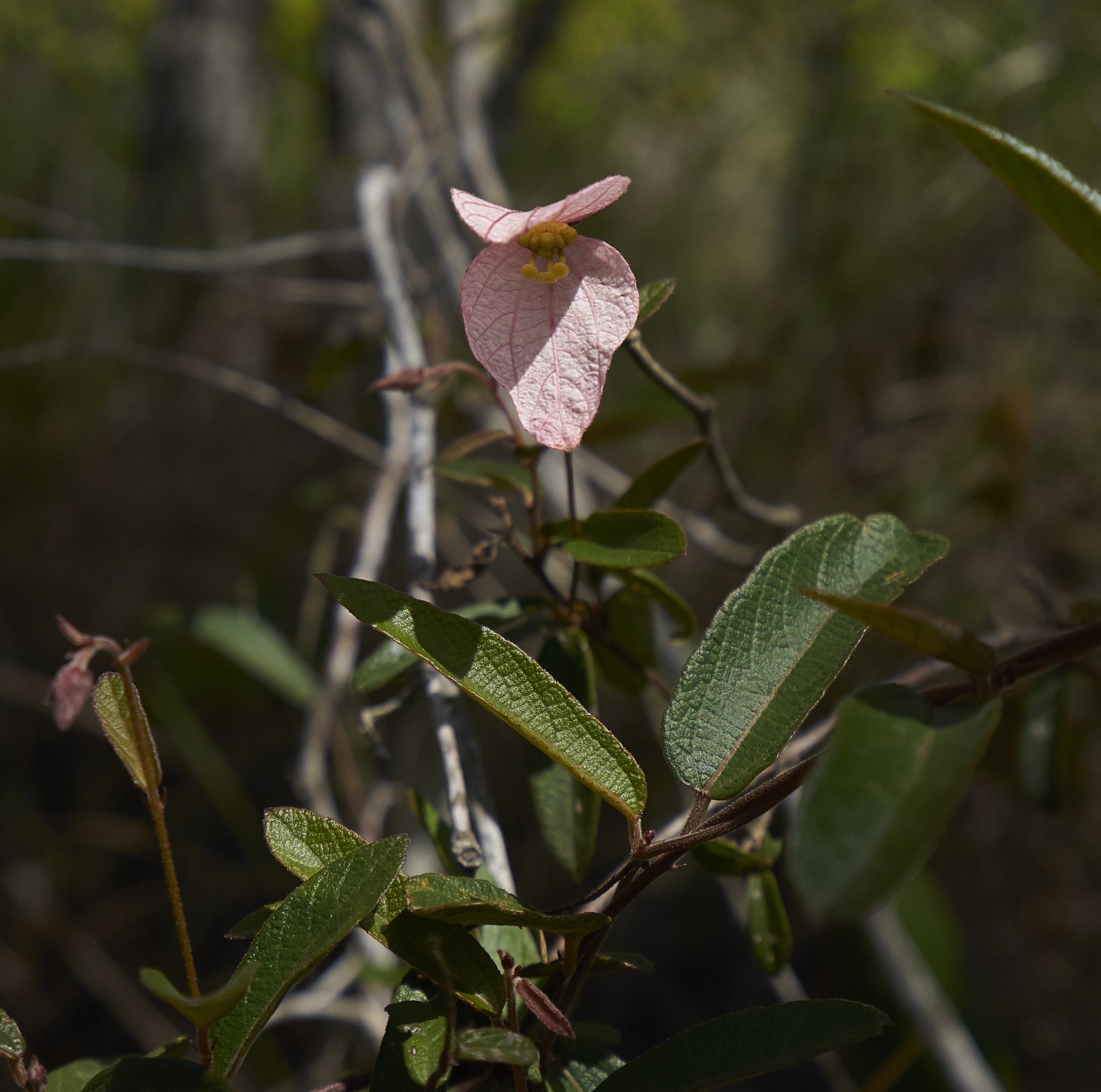
Dalechampia schippii

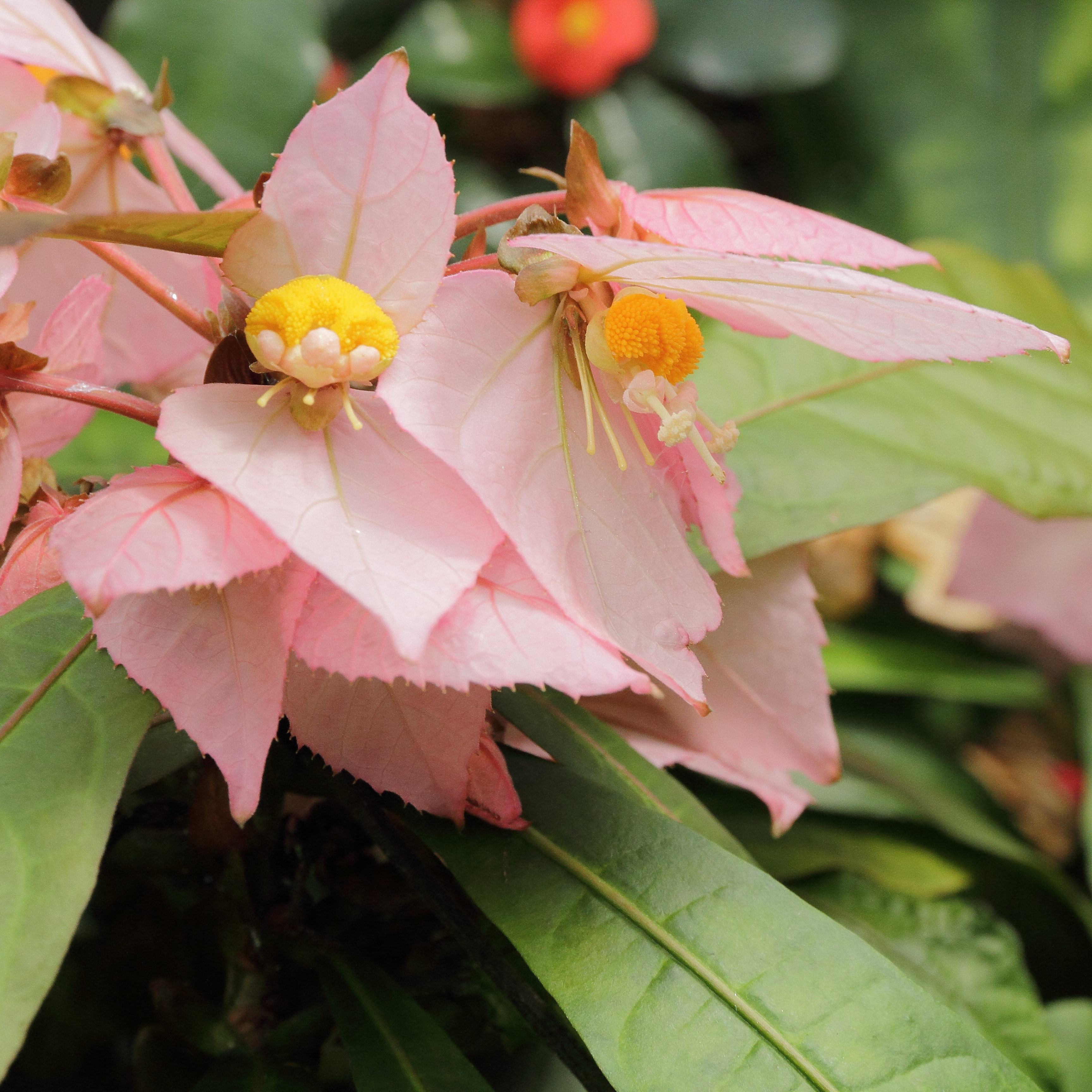
Dalechampia spathulata

Son trepadoras o raramente subarbustos; tallos y follaje con tricomas urticantes, sin látex; plantas monoicas. Hojas alternas, simples a palmadamente lobadas o divididas; pecioladas, estipuladas. Inflorescencias bisexuales, terminales en los brotes axilares; involucro bilabiado y formado por 2 brácteas conspicuas, a veces lobadas, címulas pistiladas de 3 flores, dispuestas abajo del pleocasio estaminado de 8–10 flores, brácteas del involucelo estaminado libres o connadas, bractéolas agregadas en una glándula resinosa, flores apétalas, disco ausente; cáliz estaminado separándose en 3–6 segmentos valvados, estambres mayormente 10–50, filamentos connados, pistilodio ausente; flores pistiladas con 5–12 sépalos dentados a lacerados y persistentes cuando en fruto, ovario 3-locular, 1 óvulo por lóculo, estilos connados en una columna alargada, estigmas más o menos fusionados. Fruto capsular; semillas ecarunculadas.

## Taxonomía
El género fue descrito por Carolus Linnaeus y publicado en Species Plantarum 2: 1054. 1753.

## Especies seleccionadas
Dalechampia dioscoreifolia

Dalechampia roezliana

Dalechampia scandens

etc.